# Svěcení

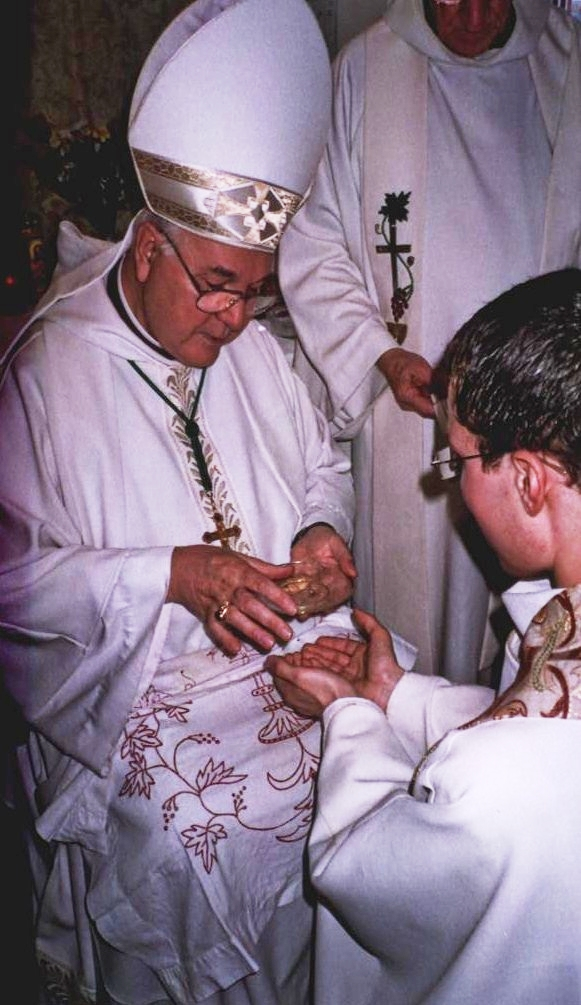
Kněžské svěcení - pomazání rukou posvátnými oleji

Svěcení (neboli konsekrace či chirotonie) je v náboženství slavnostní vyčlenění někoho nebo něčeho k liturgické službě nebo bohoslužebnému účelu.
Vysvěceni bývají lidé s určitým náboženským vyvolením (šamani, kněží, proroci, králové). Katolická, pravoslavná a starokatolická církev označuje jako svěcení svátost, jíž jsou vkládáním rukou (chirotonií) ustanoveni ke službě biskupové, kněží a jáhni.

## Charakteristika
Zasvěceni bývají také lidé v různých obdobích života pomocí iniciačních rituálů, např. při narození (křest, obřízka), dospělost (biřmování) a manželství.
Svěcení se odlišuje od žehnání, které se netýká pouze lidí, ale také předmětů. V českém křesťanském prostředí někdy používané termíny svěcení kostela, svěcení oltáře nebo svěcená voda mohou ve skutečnosti znamenat žehnání.
Kněžské svěcení je obřad (některými církvemi – římskokatolickou, starokatolickou, v pravoslaví, v anglikánství a církví československou husitskou – považovaný za svátost), při němž je svěcené osobě udělen status kněze (udělena svátost kněžství) a člověk se tak stává knězem příslušné církve.

## Svěcení v římskokatolické církvi
V římskokatolické církvi se svěcení řídí Kodexem kanonického práva, kán. 1008–1054; svátost kněžství popisuje rovněž paragraf 1598 a následující Katechismu katolické církve. Podle něj je svátost kněžství udělována pouze pokřtěným mužům, kteří veřejně projeví svou vůli ke službě.

### Římskokatolické svěcení do roku 1972
Následující systém je stále zachováván u některých uskupení, např. Kněžské bratrstvo svatého Pia X.
- nižší svěcení:
  - ostiář (otevírá dveře do kostela)
  - lektor (čte Bibli kromě evangelia)
  - exorcista (vyhání zlé duchy)
  - akolyta (pomáhá celebrantovi)
- vyšší svěcení:
  - podjáhen
  - jáhen
  - kněžské svěcení (ordinace)
  - biskupské svěcení (konsekrace)

### Římskokatolické svěcení od roku 1973
tzv. služby (nejedná se o svěcení):
- lektor (čte Bibli kromě evangelia)
- akolyta (pomáhá celebrantovi)

svěcení:
- jáhen
- kněz
- biskup

### Podmínečné svěcení
Svěcení (stejně jako křest a biřmování) lze udělit pouze jednou. V případě pochybnosti, zda byly tyto svátosti platně uděleny, udělí se znovu pod podmínkou (sub conditione); to znamená, že nové udělení je platné jen tehdy, bylo-li první neplatné. Po tomto podmínečném svěcení je platnost svěcení nepochybná (je jisté, že právě jedno ze svěcení bylo platné). Srv. též podmínečný křest.

## Svěcení v církvi československé husitské
V CČSH je základem obřadu svátosti svěcení kněžstva vzkládání rukou na hlavu svěcence biskupem a spolusvětiteli – duchovními a laiky, a při tom pronášená slova: „Osvěcuj a posiluj té Bůh Duchem svým svatým.“ Trojím symbolickým jednáním a předměty je zdůrazněn trojí služebný úřad Kristův, který se uskutečňuje skrze církev a její služebníky. Učitelský úřad je vyjádřen předáním Bible, kněžský úřad kalichem a miskou s bohoslužebným chlebem a pastýřský štolou.

## Svěcení v Pravoslaví
V Pravoslaví se uděluje svátost svěcení kněžstva (chirotonie) vzkládáním rukou s modlitbou o Ducha Svatého. Uděluje se pouze mužům, avšak není nutno zachovávat celibát (knězem se může stát i ženatý muž od 30 let věku, výjimky jsou přípustné). Vysvěcen na biskupa může být pouze mnich (mniši se z podstaty mnišského způsobu života ženit nemohou, podobně jako v katolické církvi).
Spolu se ženatým knězem přijímá duchovní svěcení i jeho manželka (presbytera, diakonissa), protože muž a žena jsou po církevní svatbě jedno tělo v duchovním smyslu. Proto se kněz může oženit pouze před svěcením.

## Jiné případy svěcení kněžstva
Pojem kněžství zachovávají i některé jiné církve a náboženská společenství, příslušný přechodový rituál však zpravidla není nazýván svátostí.

## Vysvěcení kostela

### Římskokatolická církev
K využívání kostela k bohoslužbám je nutná jeho benedikce, tedy žehnání, kterou může provést každý kněz. K posvěcení kostela, konsekraci, je oprávněn pouze biskup; konsekrace je možná jen u kostelů s pevnou kamennou oltářní mensou (obětním stolem), nestačí pouze kámen s ostatky (překrytý konsekrační listinou) vložený do dřevěné „kulisy“. Posvěcení kostela se koná až několik měsíců nebo let po jeho benedikci (je znám i případ, že ke konsekraci došlo až po 120 letech od benedikce).
Pouze v konsekrované stavbě lze uchovávat Nejsvětější svátost oltářní.

#### Průběh
Svěcení kostela navazuje na bohoslužbu slova. Po ní a po úvodní výzvě biskupa pronese jáhen lidu výzvu „Klekněme k modlitbě“ a následuje litanie ke všem svatým. Poté jsou lidé vyzváni „Vstaňte“ a biskup začne vlastní svěcení. Křižmem pomaže nejprve oltářní mensu a poté stěny kostela na čtyřech kamenech z topazu (dříve na dvanácti místech, často pak označených namalovanými nebo do stěny zapuštěnými kříži, symbolizujícími dvanáct apoštolů). Následně si biskup omyje ruce a okouří oltář kadidlem. Ministranti připraví oltářní plachtu a svíce, biskup předá jáhnovi zapálenou svíci, kterou zapálí svíce na oltáři a posléze se v kostele rozsvítí všechna světla. Po obětním průvodu pokračuje mše bohoslužbou oběti zakončenou chvalozpěvem Bože, chválíme tebe.

### Pravoslaví
Pravoslavní světí chrámy obdobně jako katolíci.